# Jing (instrument)
El jing és un gran gong utilitzat en la música tradicional coreana, particularment en el "samulnori", el "pungmul" i el "daechwita", per tal de mantenir el ritme. Se sol fabricar a partir de llautó d'alta qualitat i és copejat per un bastó que està estratificat amb tela en un extrem per suavitzar la textura del so produït. Normalment, el fan servir els agricultors, els xamans, els budistes i com a música militar per a cerimònies i ocasions especials, variant de grandària per a cada ocasió. És capaç de produir un so suau i persistent, així com un so gran amb un efecte rugós, depenent de la força aplicada en copejar contra el llautó.

## Presència cultural
El nom de jing va ser pronunciat originàriament jeong (정, derivat del xinès-coreà 鉦). El jing s'utilitza més àmpliament en una forma més recent d'un gènere coreà tradicional de música de percussió anomenat "samulnori" o "samullori". El jing és un dels quatre instruments de percussió que proporcionen ritmes força exquisits i bons, d'una manera planificada i sistemàtica, d'acord amb la cultura del ritme folk tradicional coreà. Un altre aspecte cultural de la tradició musical "samulnori" inclou una varietat de moviments de ball interpretats en diverses formes. La història del Jing està molt relacionada amb aquesta bella i diversa forma de percussió tradicional coreana.